# Хини Ајилани
Хини Ајилани је ненасељено острвце у саставу атола Нукунону у оквиру острвске територије Токелау у јужном делу Тихог океана. Налази се у североисточном делу атола, између острваца Нијуалему и Те Палаоа. Прекривено је тропским растињем.